# Live at Froggy's
Live At Froggy's è un live album dei Britny Fox uscito nel 2001 per l'Etichetta discografica Britny Fox Records. Il disco è stato registrato il 6 maggio 2001 al locale Froggy's di Dover, Delaware, USA.

## Tracce
1. Six Guns Loaded (Paris, Smith) 4:00
2. Hold On (Davidson) 1:53
3. Lonely Too Long (Paris, Smith) 3:34
4. Hair of the Dog (Agnew, Charlton, McCafferty, Sweet) 4:39 (Nazareth cover)
5. Long Way to Love (Davidson) 5:30
6. Liar (Childs, Paris) 4:05
7. Dream On (Davidson, Smith) 6:21
8. Sweet Hitch-Hiker (Fogerty) 2:40 (Creedence Clearwater Revival Cover)
9. Black and White (Childs, Dee, Paris, Smith) 2:52
10. Drum Solo (Johnny Dee) 4:00
11. In Motion (Davidson) 2:58
12. Over & Out (Childs, Paris) 5:17
13. She's So Lonely (Davidson) 2:00
14. Kick 'N Fight (Davidson, Destra) 1:44
15. Gudbuy T' Jane (Holder, Lea) 2:42 (Slade cover)
16. Guitar Solo (Michael Kelly Smith) 7:19
17. Girlschool (Davidson) 5:12
18. Midnight Moses [Studio Track] (Harvey) 5:47 (The Sensational Alex Harvey Band Cover)
19. Shout It Out Loud (Simmons, Stanley, Ezrin) 3:22 (Kiss Cover)

## Formazione
- Tommy Paris - voce, chitarra
- Michael Kelly Smith – chitarra
- Billy Childs – basso
- Johnny Dee - batteria